# La Coudre (Deux-Sèvres)
La Coudre és un municipi francès situat al departament de Deux-Sèvres i a la regió de la Nova Aquitània. L'any 2007 tenia 225 habitants.

## Demografia

### Població
El 2007 la població de fet de La Coudre era de 225 persones. Hi havia 79 famílies de les quals 20 eren unipersonals (20 dones vivint soles i 20 dones vivint soles), 20 parelles sense fills, 31 parelles amb fills i 8 famílies monoparentals amb fills.
La població ha evolucionat segons el següent gràfic:
Habitants censats

### Habitatges
El 2007 hi havia 96 habitatges, 80 eren l'habitatge principal de la família, 10 eren segones residències i 6 estaven desocupats. Tots els 95 habitatges eren cases. Dels 80 habitatges principals, 63 estaven ocupats pels seus propietaris i 18 estaven llogats i ocupats pels llogaters; 1 tenia dues cambres, 13 en tenien tres, 16 en tenien quatre i 51 en tenien cinc o més. 77 habitatges disposaven pel capbaix d'una plaça de pàrquing. A 31 habitatges hi havia un automòbil i a 41 n'hi havia dos o més.

### Piràmide de població
La piràmide de població per edats i sexe el 2009 era:
| Homes | Edats   | Dones |
| ----- | ------- | ----- |
| 0     | 95 o +  | 0     |
| 0     | 90 a 94 | 0     |
| 0     | 85 a 89 | 0     |
| 4     | 80 a 84 | 0     |
| 4     | 75 a 79 | 12    |
| 0     | 70 a 74 | 0     |
| 4     | 65 a 69 | 8     |
| 8     | 60 a 64 | 4     |
| 4     | 55 a 59 | 12    |
| 8     | 50 a 54 | 4     |
| 8     | 45 a 49 | 8     |
| 4     | 40 a 44 | 0     |
| 4     | 35 a 39 | 8     |
| 16    | 30 a 34 | 8     |
| 0     | 25 a 29 | 8     |
| 8     | 20 a 24 | 0     |
| 16    | 15 a 19 | 0     |
| 4     | 10 a 14 | 0     |
| 12    | 5 a 9   | 4     |
| 12    | 0 a 4   | 4     |

## Economia
El 2007 la població en edat de treballar era de 136 persones, 105 eren actives i 31 eren inactives. De les 105 persones actives 93 estaven ocupades (56 homes i 37 dones) i 12 estaven aturades (3 homes i 9 dones). De les 31 persones inactives 11 estaven jubilades, 11 estaven estudiant i 9 estaven classificades com a «altres inactius».

### Ingressos
El 2009 a La Coudre hi havia 84 unitats fiscals que integraven 235 persones, la mediana anual d'ingressos fiscals per persona era de 14.266 €.

### Activitats econòmiques
Dels 4 establiments que hi havia el 2007, 1 era d'una empresa de construcció, 1 d'una empresa de comerç i reparació d'automòbils, 1 d'una empresa de serveis i 1 d'una empresa classificada com a «altres activitats de serveis».
L'any 2000 a La Coudre hi havia 16 explotacions agrícoles que ocupaven un total de 670 hectàrees.

## Poblacions més properes
El següent diagrama mostra les poblacions més properes.